# ريزارد سزوركوسكي
ريزارد سزوركوسكي (بالبولندية: Ryszard Jan Szurkowski) مواليد 12 يناير 1946 في بولندا، هو دراج بولندي سابق. سبق أن شارك في دورة الألعاب الأولمبية الصيفية وفاز بميدالية أولمبية.

## سجل النتائج

### سباقات أو مراحل فاز بها
- بطولة العالم لسباق الدراجات على الطريق

## الميداليات
| الميدالية | المسابقة                       |
| --------- | ------------------------------ |
| فضية      | الألعاب الأولمبية الصيفية 1972 |
| فضية      | الألعاب الأولمبية الصيفية 1976 |

## روابط خارجية
- ريزارد سزوركوسكي على موقع أرشيف الدراجات (الإنجليزية)
- ريزارد سزوركوسكي على موقع إحصائيات الدراجات الإحترافية (الإنجليزية)
- ريزارد سزوركوسكي على موقع CycleBase (الإنجليزية)
- ريزارد سزوركوسكي على موقع أوليمبيديا (الإنجليزية)
- ريزارد سزوركوسكي على موقع اللجنة الأولمبية البولندية (مؤرشف) (البولندية)